# Bryant Chang
Bryant Chang Rui Jia (caratteri cinesi: 張睿家; pinyin: Zhāng Ruìjiā; Wade-Giles: Chang Jui-chia; 31 marzo 1985) è un attore taiwanese.
Nel 2006, ha vinto il premio come "Miglior Attore Esordiente" ai Golden Horse Awards, per il suo ruolo nel film Eternal Summer.

## Filmografia
- Eternal Summer 盛夏光年 (2006)
- Summer's Tail 夏天的尾巴(2007)

## Drama
- Seventh Grade Student Archiviato il 13 aprile 2021 in Internet Archive. 七年級生
- Love Contract
- Express Boy Archiviato il 28 luglio 2010 in Internet Archive. 惡男宅急電
- Tokyo Juliet (GTV, 2006)
- Xiang Cao Lian Ren Guan 香草戀人館 (ruolo minore)
- Nan Ding Ge Er 男丁格爾 (ruolo minore)
- Love or Bread (CTV, 2008)